# Thorsten Smidt

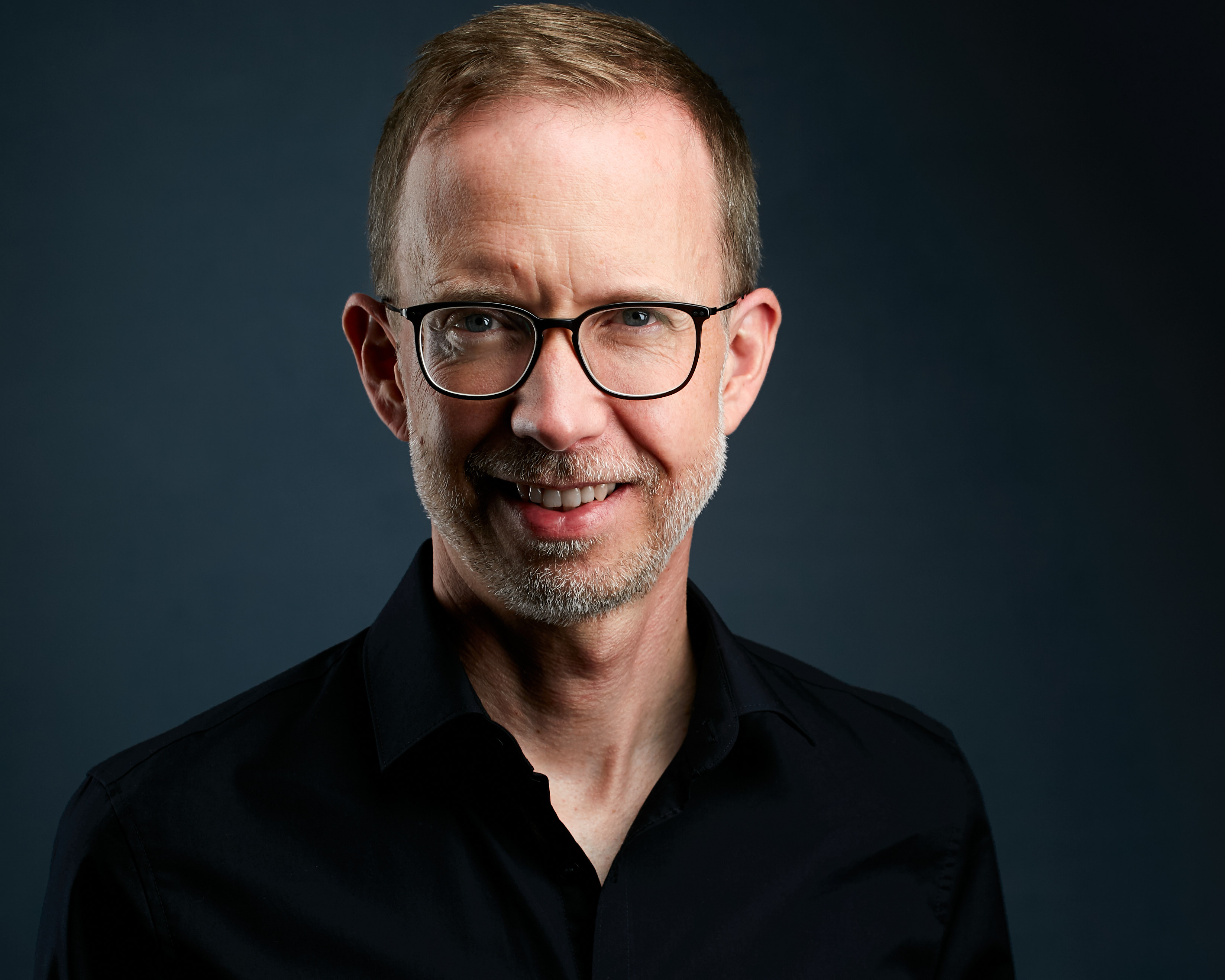
Thorsten Smidt (2021)

Thorsten Smidt (* 20. Juni 1971 in Lemgo, Kreis Lippe) ist ein deutscher Kunsthistoriker, Ausstellungsmacher und Autor.

## Leben
Smidt studierte Kunstgeschichte, Neuere deutsche Literatur, Philosophie und Polonistik an der Universität zu Köln, der Universität Wien und der Universität Hamburg. In seiner vom Deutschen Historischen Institut in Warschau geförderten Dissertation untersuchte er das Verhältnis von Kunst und Politik in der Volksrepublik Polen. Nach der Promotion 2002 an der Universität Hamburg zum Dr. phil. trat er im selben Jahr ein wissenschaftliches Volontariat bei den Staatlichen Museen Kassel (heute: Museumslandschaft Hessen Kassel) an. Dort war er Kurator der Ausstellung Johannes Vermeer: Der Geograph. Die Wissenschaft der Malerei. 2004 wechselte Smidt als wissenschaftlicher Mitarbeiter an das Städelsche Kunstinstitut (heute: Städel Museum). Ab 2005 war er als wissenschaftlicher Mitarbeiter der Museumslandschaft Hessen Kassel Projektleiter und Kurator der Hessischen Landesausstellung 2008 König Lustik!? Jérôme Bonaparte und der Modellstaat Königreich Westphalen. Anschließend leitete er den Geschäftsbereich Ausstellungskonzeption und -gestaltung der projekt2508 GmbH in Bonn. In dieser Funktion war er Kurator kulturhistorischer und technikgeschichtlicher Ausstellungen wie der Hessischen Landesausstellung 2013 Expedition Grimm, der Niedersächsischen Landesausstellung 2014 Als die Royals aus Hannover kamen, der Dauerausstellungen von Schloss Drachenburg in Königswinter, des Spohr Museums in Kassel, des Hammermuseums in Hasloch, des Erlebnisaufzugs Altena, des dezentralen Heimatmuseums MonChronik in Monheim am Rhein.
Seit 2016 ist er Ausstellungsdirektor der Stiftung Haus der Geschichte der Bundesrepublik Deutschland. In dieser Funktion ist er verantwortlich für die Dauer- und Wechselausstellungen an allen vier Standorten der Stiftung, das Leih-Ausstellungsprogramm sowie Grundsatzfragen zu Ausstellungskonzeption und -gestaltung. Im Oktober 2021 erschien Smidts erster Roman: Vier Nullen zu viel. Gemeinsam mit seiner Frau betreibt er nebenberuflich eine auf zeitgenössische polnische Kunst spezialisierte Galerie.

## Schriften (Auswahl)

### Belletristik
- Vier Nullen zu viel. Oder: Eine Reise nach Polen, um auf vernünftige Gedanken zu kommen, Kick Verlag, Bonn 2021, ISBN 978-3-946312-57-4.

### Monographien
- Staatliche Museen Kassel. Ein Rundgang. Deutscher Kunstverlag, München 2004, ISBN 978-3-422-06540-6.
- Johannes Vermeer: Der Geograph. Die Wissenschaft der Malerei (= Monographische Reihe, Band 10). Staatliche Museen Kassel, Kassel 2003, ISBN 978-3-931787-23-3.
- Kunst neben dem Kriegsrecht. Die Gruppe „Gruppa“ im Warschau der 1980er Jahre, Berlin 2003, ISBN 978-3-89825-740-4.

### Herausgeberschaften
- Jérôme Napoléon und die Kunst und Kultur im Königreich Westphalen / et l’art et la culture dans le Royaume de Westphalie. Kolloquiumsakten und Archive / Colloque et recueil d'archives (Passages online, Band 6). Hrsg.: Jörg Ebeling, Guillaume Nicoud, Thorsten Smidt. arthistoricum.de, Heidelberg 2021, ISBN (PDF) 978-3-948466-51-0, ISBN (Hardcover) 978-3-948466-52-7  doi:10.11588/arthistoricum.730
- Expedition Grimm. Hessische Landesausstellung 2013 (Ausst.-Kat. documenta-Halle, Kassel 2013). Sandstein Verlag, Dresden 2013, ISBN 978-3-95498-029-1.

### Katalogkonzept
- Paweł Althamer & Kids. Frühling (Ausst.-Kat. Kunsthalle Fridericianum, Kassel). Verlag der Buchhandlung Walther König, Köln 2009, ISBN 978-3865607256.

### Aufsätze (Auswahl)
- mit Simone Mergen und Julia Ünveren-Schuppe: Was würden Jessica und Eugen dazu sagen? Mit der Personas-Methode zu einer neuen Dauerausstellung im Haus der Geschichte in Bonn. In: DASA Arbeitswelt Ausstellung, Professur für Museologie der Universität Würzburg, Institut für Museumsforschung (Hrsg.): Besser ausstellen. Innovative Wege der Konzeption und Evaluation von Ausstellungen. transcript Verlag, Bielefeld 2024, S. 89–102, ISBN 978-3-8376-6683-0.
- Dramaturgie statt Überwältigung. In: Stiftung Haus der Geschichte der Bundesrepublik Deutschland (Hrsg.): Zeithistorische Ausstellungen. Rück- und Ausblicke. Kerber Verlag, Bielefeld 2022, S. 68–77, ISBN 978-3-7356-0801-7.
- O możliwościach malarstwa. Twórczość Jarosława Modzelewskiego w latach 80/About the Possibilities of Painting. Jarosław Modzelewski´s Work in the 1980s. In: Marcel Skierski (Hrsg.): Jarosław Modzelewski. Kraj nad Wisłą/A Country on the Vistula River (Ausst.-Kat. Centrum Sztuki Współczesnej Zamek Ujazdowski). Warschau 2022, S. 15–26, ISBN 978-83-67203-02-9.
- Von Zeitzeugen und Service-Robotern. Die erneuerte Dauerausstellung im Bonner Haus der Geschichte. In: Gregor Isenbort (Hrsg.): Postref Preref. Zukunft ausstellen. Szenografie-Kolloquien. (2018), S. 60–79.
- Hollein, Hans. In: Allgemeines Künstlerlexikon. Die Bildenden Künstler aller Zeiten und Völker (AKL). Band 74, De Gruyter, Berlin 2012, ISBN 978-3-11-023179-3, S. 272.
- Die Künste im Dienst der neuen Herrschaft. Der Style Empire als „Corporate Design“ des Königreichs Westphalen. In: Andreas Hedwig (Hrsg.): Napoleon und das Königreich Westphalen. Herrschaftssystem und Modellstaatspolitik. Elwert Verlag, Marburg 2008, S. 211–222, ISBN 978-3-7708-1324-7.
- Le style Empire. Les formes mobilisées au service du nouveau royaume. In: Jérôme Napoléon. Roi de Westphalie (Ausst.-Kat. Musée national du château de Fontainebleau 2008). Paris 2008, S. 77–84, ISBN 978-2-7118-5463-9.
- Der Kunstraub in Kassel. Kehrseite und Konsequenz des napoleonischen Modernisierungsprojekts. In: Maike Bartsch (Hrsg.): König Lustik!? Jérôme Bonaparte und der Modellstaat Königreich Westphalen (Ausst.-Kat. Museumslandschaft Hessen Kassel 2008). Hirmer Verlag, München 2008, S. 38–45, ISBN 978-3-7774-3955-6.
- Kunst neben dem Kriegsrecht. Die Künstlergruppe Gruppa im Warschau der 1980er Jahre. In: Doris Boden und Uta Schorlemmer (Hrsg.): Kunst am Ende des Realsozialismus, Verlag Otto Sagner, München 2008, S. 193–204, ISBN 978-3-89825-740-4.
- Kunst und Kartographie. Vermeers „Geograph“ als Paradigma. In: Lutz Hieber (Hrsg.): Der kartographische Blick (=Kultur. Forschung und Wissenschaft, Band 6). LIT Verlag, Hamburg 2006, S. 86–112, ISBN 978-3-8258-9879-3.
- „Krakau - das Mönchengladbach des Ostens“. „Neue Wilde“ in Polen und in Deutschland. In: Małgorzata Omilanowska (Hrsg.): Wanderungen: Künstler – Kunstwerk – Motiv – Stifter, Warschau 2005, S. 149–161, .
- Bildende Kunst in Hessen. In: Hessische Staatskanzlei (Hrsg.): Hessen. Land der Mitte. Gauweiler Verlags GmbH, Heidelberg 2004, S. 106–113, ISBN 978-3-933600-11-0.
- Vergänglichkeit und Ewigkeitssehnsucht. Das Alter in der (Selbst)sicht der Künstler. In: Thomas Richter (Hrsg.): Alterskultur!? Reflexionen, Zerrbilder, Visionen (Ausst.-Kat. Franckesche Stiftungen Halle). Franckesche Stiftungen, Halle 2003, S. 131–136, ISBN 978-3-447-06329-6.
- Übermalte Wände. Kulturelle Selbstbehauptung als Form des Widerstands unter dem polnischen Kriegsrecht. In: Zeitschrift für Ostmitteleuropa-Forschung 51, Herder-Institut, Marburg 2002, S. 75–90, .
- Über die Geschichte eines Bildmotivs. Der polnische Arbeitsheld im Spiegel der Kunst. In: Rainer Gries, Silke Satjukow (Hrsg.): Sozialistische Helden. Eine Kulturgeschichte von Propagandafiguren in Osteuropa und der DDR. Ch. Links Verlag, Berlin 2002, S. 183–192, ISBN 978-3-86153-271-2.
- Hans Holleins Museum Abteiberg. Ein Museumskonzept aus Stadtmodell und Bergwerk. In: Wallraf-Richartz-Museum (Hrsg.): Wallraf-Richartz-Jahrbuch 62, DuMont, Köln 2001, S. 293–308.